# Chinguar
Chinguar ist eine Kleinstadt in Angola, im Südwesten Afrikas.

## Geschichte
Der Ort wurde 1810 von Portugiesen gegründet, die von Embala Tchiundo (heute Kreis Katchiungo, Provinz Huambo) aus herzogen. Nach Ankunft der Benguelabahn im frühen 20. Jahrhundert erlebte der Ort einige Entwicklung. Nachdem Angola 1975 von Portugal unabhängig wurde, brach der Angolanische Bürgerkrieg aus, der hier besonders weitgehende Zerstörungen mit sich brachte. Seit dem Ende des Bürgerkriegs 2002 und dem zunehmenden Wiederaufbau erholt sich der Ort deutlich.

## Verwaltung
Chinguar ist Sitz eines gleichnamigen Landkreises (Município) in der Provinz Bié. Der Kreis hat 388.886 Einwohner (Schätzung 2006) auf einer Fläche von 3054 km².
Drei Gemeinden (Comunas) bilden den Kreis Chinguar:
- Chinguar
- Kangote
- Kutato

## Söhne und Töchter der Stadt
- Armando Amaral Dos Santos (1929–1973), Bischof von Benguela
- Mateus Feliciano Augusto Tomás (1958–2010), Bischof von Namibe